# Hausastaterna
Hausastaterna var ett antal stater bildade av hausafolken i nuvarande norra Nigeria mellan 800-talet och 1800-talet.
Hausastaterna omtalas först under 800-talet. De var ursprungligen stadsstater och expanderade senare till mindre kungariken. De hade samma språk, lagar och kultur och deras historia är tätt sammanvävd, vilket gör att de omtalas med samma namn. Staterna utgjorde en mellanhand i den Transsahariska slavhandeln, och blomstrade på handeln över Sahara under medeltiden. Utöver slavar handlade de även med salt, textilier, läder och henna. Från 1300-talet övergick staterna till islam. Den mäktigaste hausastaten var Kano, som på 1300-talet omtalas som den dominerande.
Hausastaternas inre rivalitet och ständiga strider med varandra, kombinerad med en svår hungersnöd, försvagade kraftigt staterna under 1700-talet. Hausastaterna erövrades 1808 av Sokotokalifatet.